# Aprilow-Gymnasium

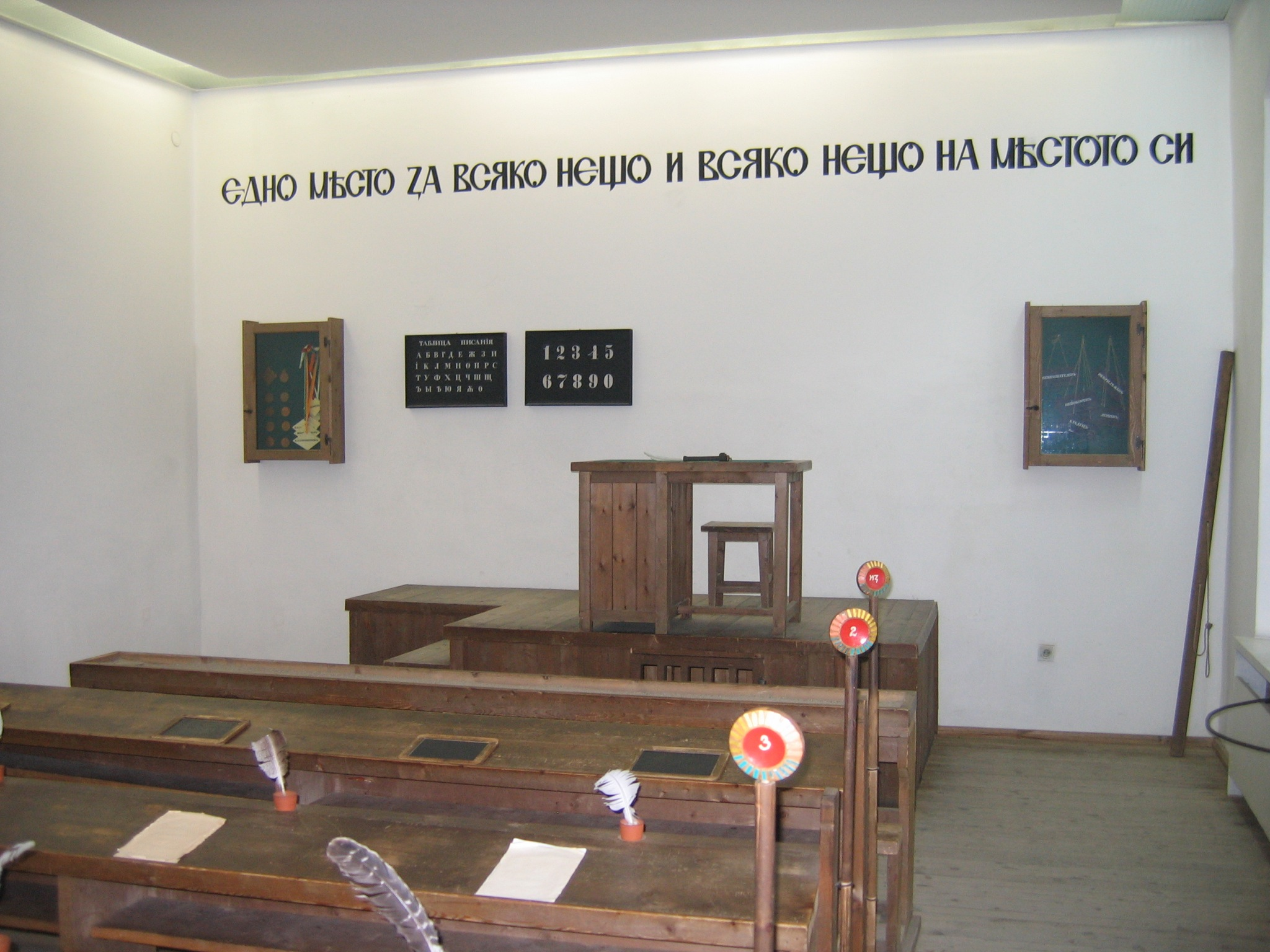
Museum für Bildung: Klassenraum des 19. Jhdts.

Das Aprilow-Gymnasium (bulgarisch Априловска гимназия Aprilowska gimnasija) ist ein Gymnasium in der Stadt Gabrowo, Zentralbulgarien. Die Schule ist eine der ältesten und war neben dem Plowdiwer Männergymnasium, Bolgrader Gymnasium, Männergymnasium von Adrianopel und von Thessaloniki eine der wichtigsten bulgarischen Bildungsinstitutionen während der Zeit der Bulgarische Aufklärung. Das Gymnasium trägt heute den Namen des Gründers Wasil Aprilow.

## Geschichte
Die Geschichte der Schule ist eng mit den Bemühungen der Bulgaren während der Bulgarischen Aufklärung im damaligen Osmanischen Reich für den Aufbau eines vom griechischen unabhängigen bulgarischen Schul- und Kirchenwesen verbunden, das als Reaktion auf das Erstarken des griechischen Nationalismus entstand. Wasil Aprilow erkannte als einer der Ersten die Gefahr der Hegemoniebestrebungen des Panhellenismus, da Griechen als Vertreter aller orthodoxen Christen im Reich (siehe Rum-Millet) wichtige religiöse und administrative Posten innehatten. So gründete 1820 die bulgarische Gemeinde in Gabrowo, finanziert durch die Kauflanschaft, eine Klosterschule, die einfache Schulbildung anbot.
1835 gründete Aprilow gemeinsam mit dem Kaufmann Nikola Palausow (1776–1853) auf der Basis der Klosterschule die Gabrowo Gesamtschule (aus dem Bulg. Габровско взаимно училище, wortwörtlich Gabrowoer gegenseitige Schule). Sie gewannen dabei den Gelehrten Neofit Rilski, den sie bereits im Vorfeld der Eröffnung finanziell unterstützen. Der Schulunterricht beruhte auf die Erfahrungen Aprillows mit dem russischen Schulwesen und der Lancasterschule-Schulform. Rilski, der früh das Problem des Mangels an geeinigten Schulbüchern in Bulgarisch erkannte, schrieb im Jahr vor der Schuleröffnung die benötigten Lehrmaterialien selbst, darunter die erste bulgarische Grammatik. In seinen Lehrbüchern ging Rilski wie Beron methodologisch vom leichten zum schweren Lehrmaterial vor. So ließ er im Unterricht zuerst die bulgarische Sprache erlernen und danach eine Fremdsprache. Ein Novum darunter waren auch die 66 Tabellen für das gegenseitige Lehren. Rilski, der ein Mönch war, wurde selbst Lehrer an der Schule und vollzog den Wandel von der einfachen theologisch geprägten Schulbildung der Klosterschulen zu einer weltlichen und die Abkehr von der im Alltag dominierenden griechischen Sprache. Diese Systemerneuerung wurde zum Vorbild der bulgarischen Schulen im Osmanischen Reich, und so wurden bis 1845 im Reich insgesamt 17 neue Schulen dieses Typus eröffnet.
Im Unterricht setzte Neofit Rilski auf das Erlernen der bulgarischen Sprache, Lesen, Schreiben und Rechnen. Der Lehrplan war jedoch so aufgestellt, dass neben den Grundfächern noch Lehrmaterial aus anderen Fächern, wie Geschichte und Naturkunde, vermittelt werden konnte. Der theologisch-religiöse Unterricht wurde auf Grundkenntnisse reduziert. Damit errichteten der Mönch Neofit Rilski, Wasil Aprillow und Nikola Palausow die erste weltliche bulgarische Schule und gaben ein Vorbild für ihre Verbreitung in den bulgarischen Gebieten des Osmanischen Reiches.
Auch nach der Errichtung der Schule blieben Aprilow und Palausow, die beide in Odessa lebten, die Hauptförderer und spendeten 1840 die Schulbibliothek.
1872 wurde die Gabrowo Gesamtschule zum Gymnasium und wurde damit vier Jahre nach dem Plowdier Männergymnasium, das selbst nach dem Vorbild von Gabrowo gegründet worden war, zum zweiten bulgarischen Gymnasium im Osmanischen Reich (das Bolgrader Gymnasium befand sich nominell im Fürstentum Moldau). 1881 wurde die Schule in Aprilow-Gymnasium umbenannt.
Heute befindet sich in der Schule auch ein „Museum für Bildung“.

## Profil
Hauptfächer sind Mathematik, Geschichte, Physik, Geographie, Literatur und Biologie. Studenten studieren Englisch und fakultativ Deutsch, Französisch und Latein.

## Bekannte Absolventen
- Aleko Konstantinow, bulgarischer Schriftsteller